# Toshiki Kaifu
Toshiki Kaifu (Japans: 海部俊樹, Kaifu Toshiki) (Nagoya (Aichi), 2 januari 1931 – Tokio, 9 januari 2022) was een Japans politicus van de Liberaal-Democratische Partij (LDP). Hij was premier van Japan van 1989 tot 1991.
Kaifu was van 1960 tot 2009 lid van het Lagerhuis en diende als partijleider van de LDP van 1989 tot 1991. Hij was minister van Onderwijs in het kabinet-Takeo Fukuda van 1976 tot 1977 en in het kabinet-Nakasone II van 1985 tot 1986.
Kaifu studeerde aan de Chuo-universiteit en de Waseda-universiteit. Als lid van de Liberaal-Democratische Partij zat hij sinds 1960 in de Kokkai en bleef daar dertien termijnen. Hij was minister van Onderwijs voordat hij de partij ging leiden na het vertrek van Noboru Takeshita en Sōsuke Uno. Kaifu werd in augustus 1989 premier van Japan maar zijn fractie was te klein om de veranderingen door te voeren die hij wilde. Meerdere terugslagen door het schandaal van Sagawa zorgden voor problemen. Hij nam ontslag in november 1991 en werd vervangen door Kiichi Miyazawa.
In 1994 verliet hij de Liberaal-Democratische Partij om de nieuwe partij Shinshinto te gaan leiden. Kaifu overleed ten gevolge van een longontsteking op 9 januari 2022 in een ziekenhuis in Tokio. Hij werd 91 jaar oud.)
Ito Hirobumi · Kuroda Kiyotaka · Sanetomi Sanjo · Yamagata Aritomo · Matsukata Masayoshi · Ito Hirobumi · Kuroda Kiyotaka · Matsukata Masayoshi · Ito Hirobumi · Okuma Shigenobu · Yamagata Aritomo · Ito Hirobumi · Saionji Kinmochi · Katsura Tarō · Saionji Kinmochi · Katsura Tarō · Saionji Kinmochi · Katsura Tarō · Yamamoto Gonnohyōe · Ōkuma Shigenobu · Terauchi Masatake · Hara Takashi · Uchida Kosai · Takahashi Korekiyo · Katō Tomosaburō · Uchida Kosai · Yamamoto Gonnohyōe · Kiyoura Keigo · Katō Takaaki · Wakatsuki Reijirō · Tanaka Giichi · Osachi Hamaguchi · Kijūrō Shidehara · Osachi Hamaguchi · Wakatsuki Reijirō · Inukai Tsuyoshi · Takahashi Korekiyo · Saitō Makoto · Keisuke Okada · Fumio Gotō · Keisuke Okada · Kōki Hirota · Senjūrō Hayashi · Fumimaro Konoe ·
Hiranuma Kiichirō · Nobuyuki Abe · Mitsumasa Yonai · Fumimaro Konoe · Hideki Tojo · Kuniaki Koiso · Kantarō Suzuki · Prins Higashikuni Naruhiko · Kijūrō Shidehara · Shigeru Yoshida · Tetsu Katayama · Hitoshi Ashida · Shigeru Yoshida · Ichirō Hatoyama · Tanzan Ishibashi · Nobusuke Kishi · Tanzan Ishibashi · Nobusuke Kishi · Hayato Ikeda · Eisaku Satō · Kakuei Tanaka · Takeo Miki · Takeo Fukuda · Masayoshi Ōhira · Masayoshi Ito · Zenko Suzuki · Yasuhiro Nakasone · Noboru Takeshita · Sōsuke Uno · Toshiki Kaifu · Kiichi Miyazawa · Morihiro Hosokawa · Tsutomu Hata · Tomiichi Murayama · Ryutaro Hashimoto · Keizo Obuchi · Mikio Aoki · Keizo Obuchi · Yoshiro Mori · Junichiro Koizumi · Shinzo Abe · Yasuo Fukuda · Taro Aso · Yukio Hatoyama · Naoto Kan · Yoshihiko Noda · Shinzo Abe · Yoshihide Suga · Fumio Kishida ·  Shigeru Ishiba
- CiNii: DA02056560
- International Standard Name Identifier: 0000 0000 8430 9531
- Library of Congress Control Number: n85032174
- Bibliotheek van het Japanse parlement: 00024944
- Nationale bibliotheek van Australië: 35727032
- Trove: 1060225
- Virtual International Authority File: 18643966
- WorldCat: E39PBJfmvxWXqrm4363pThRkDq